# Copiopteryx sonthonnaxi
Copiopteryx sonthonnaxi is een vlinder uit de familie van de nachtpauwogen (Saturniidae).
De wetenschappelijke naam van de soort is voor het eerst geldig gepubliceerd door André in 1905.